# Далријада
Далријада или Далријата (Дал Ријада или Дал Ријата) је била гелска држава на подручју данашње западне Шкотске и сјевероисточне Ирске у раном средњем вијеку. Сматра се како је врхунац њене моћи био крајем 6. и почетком 7. вијека под влашћу краља Ејдана. Међутим, пораз од англосаксонских краљева је ослабио Далријаду, учинивши је вазалом Нортамбрије, да би је у другој половини 7. вијека покорили Пикти. Историјски подаци о Далријади су прилично оскудни и често су испреплетени с митовима и политичком пропагандом. Неки је сматрају првом шкотском државом, иако се то са сигурношћу може тврдити тек за Краљевину Албу насталу око 900. године.